# Honeymoon (альбом)
Honeymoon (с англ. — «Медовый месяц») — четвёртый студийный альбом американской певицы Ланы Дель Рей. Певица работала над ним в сотрудничестве с Риком Ноуэлсом и Киероном Мэнзисом. Альбом был издан 18 сентября 2015 года на лейблах Interscope и Polydor. Песни выдержаны в жанрах барокко-попа, трип-хопа и дрим-попа. Диск ознаменовал отход от рок-ориентированной музыки предыдущей работы Дель Рей Ultraviolence и возвращение к барокко-поп Born to Die и Paradise. В текстах песен пластинки затрагиваются такие темы, как мучительная любовь, чувство обиды, насилие, похоть и эскапизм.
Honeymoon был положительно оценен музыкальными критиками и на 2017 год является самым высокооценённым альбомом Дель Рей. Он дебютировал со второй позиции в чарте Billboard 200. Во время первой недели после выхода диска было продано более 116 тысяч экземпляров. Пластинка достигла высших позиций в чартах пяти стран. Во всём мире, по данным на январь 2016 года было продано около 600 тысяч копий. Альбом вошёл в списки лучших дисков 2015 года около десятка различных изданий, включая Billboard, NME, The Telegraph, The New York Times, а журнал Rolling Stone расположил пластинку на второй позиции в списке «20 лучших поп-альбомов 2015 года».
Песня «High by the Beach» была выпущена в качестве первого сингла в поддержку Honeymoon 10 августа 2015 года, она достигла 18-й позиции в списке «50 лучших песен 2016 года» по версии журнала Rolling Stone. Также в поддержку диска был выпущен сингл «Music to Watch Boys To» и два промосингла, «Terrence Loves You» и «Honeymoon».

## История создания и запись
Дель Рей закончила запись своего третьего студийного альбома Ultraviolence в марте 2014 года, а в июле того же года она начала работу над следующей задумкой, заявив: «Процесс, когда я пишу новую музыку, перерос во что-то, что мне действительно нравится. В каком-то смысле я наслаждаюсь погружением в эту более нуарную атмосферу. Это было прекрасно». В декабре 2014 года в интервью журналу Galore Дель Рей рассказала, что начала работать над новым альбомом. В январе 2015 года, в интервью журналу Billboard певица объявила, что уже начала сессии в студии звукозаписи и собирается выпустить альбом в том же году. Она также сказала, что написала и записала девять песен, которые могли бы войти в альбом, добавив, что одной из них станет кавер-версия песни Нины Симон «Don’t Let Me Be Misunderstood». Во время интервью для Billboard, Дель Рей также добавила, что диск будет отличаться от её предыдущего альбома Ultraviolence, и будет похож на Born to Die и Paradise.
Во время записи альбома сообщалось, что Дель Рей и Марк Ронсон вместе работали в студии, но из их сотрудничества так ничего и не вышло. В декабре 2014 года Дель Рей в интервью для журнала Grazia заявила, что она хотела добавить в альбом оркестровки «огромного хора с примесью „подавленной недоброжелательности“». Во время записи она сыграла десять песен Марку Ронсону и сказала, что альбом будет «исследованием звука, близкого к золотому веку джаза». Помимо работы с Ронсоном, Дель Рей сотрудничала с Дэном Хитом и Риком Ноуэлсом. Вместе с ними она начала иногда писать песни для независимых фильмов, говоря: "Дэн и Рик — два моих самых близких друга и продюсера, мы всегда вместе чем-то занимаемся ". В конечном счете, написанные с Хитом песни не появились на диске, тогда как Ноуэлс выступил продюсером и соавтором каждой песни. В январе 2015 года Дель Рей подтвердила песню «Music to Watch Boys To», название которой изначально должно было стать названием альбома, также добавив, что песня была написана визуально, нуарно: «Название песни отсылает к видимым теням проходящих мужчин, глаза девушки, её лицо. Я определенно вижу это». В том же месяце Дель Рей заявила, что четыре из девяти песен, которые она записала для альбома, «идеальны», добавив: «Я напишу ещё несколько песен, чтобы связать всё это воедино». Композиция «High by the Beach» была записана одной из последних в альбоме. Первым был придуман припев песни, вдохновленный видами пляжа Малибу, мимо которого Дель Рей проезжала по дороге в студию звукозаписи. Альбом был записан на студиях The Green Building в Санта-Монике, Калифорния, и Electric Lady Studios в Нью-Йорке.

## Музыкальный стиль

### Музыка и тексты песен
Критики отзываются о Honeymoon как об альбоме в ретро-стиле, «величественной кинематографической барокко-поп пластинке», «элегантном меланхоличном дрим-попе», возвращении к «кинематографическому трип-хопу» второго студийного альбома Дель Рей Born to Die, объединяющем элементы трэпа, блюза, и джаза. Было отмечено, что звук изобилует вздохами, шёпотом, мягким многослойным вокалом, лениво развивающимися мелодиями, затухающими синтезаторами, отдающимися эхом гитарными партиями, струнными, туманностью и умеренным использованием барабанов. Созданный на основе chopped-and-screwed отрывков, оттенков джаза, подобных саундскейпу Морриконе, Honeymoon был охарактеризован критиками как «высокосложный». Как пишет журналист Ник Левин из издания TimeOut, Honeymoon можно рассматривать как отход от «запутанных» тонов предыдущего альбома Дель Рей, Ultraviolence, и по словам критика, певица выбрала более «глянцевый» продакшн, содержащий закрученные кинематографические струнные, звонкие гитары и изысканно «печальные» мелодии. Энди Джилл из журнала The Independent отметил:

В Honeymoon Дель Рей, отходя от разрозненности персонажей прошлогоднего Ultraviolence, возвращается к целостной фигуре, близкой к «развратному субъекту» из её дебюта Born to Die. Не только её вокал показывает это, но также и «голос» протоганиста. В то время как эмоциональное воздействие того, что иногда могло быть тревожным обстоятельством, кажется затухающим, словно испытывалось через призму наркотиков. Счастье или грусть, гнев или раскаяние, власть или покорность — всё это, видимо, безразлично Дель Рей, плывущей через эти песни со странным равнодушием. Оригинальный текст (англ.)Honeymoon finds Del Rey reverting, after the more atomised, individual characters of last year's Ultraviolence, to a composite persona closer to the dissolute subject of her Born to Die debut. Not only does her vocal delivery remain the same throughout, but also its protagonist's "voice"; while the emotional impact of what might sometimes be traumatic developments seems somehow damped, as if experienced through a narcotised haze. Happy or sad, angry or apologetic, dominant or submissive, it's apparently all the same to Del Rey, who floats through these songs with a weird indifference.
Лирически, альбом Honeymoon об одиночестве. В нём затрагиваются такие темы, как несчастная любовь, обречённые дела, жестокость людей и попытки сбежать, а также похоть, горечь, эскапизм и насилие. Печаль Дель Рей рассматривалась, как «некий типаж и позёрство, нежели выражение эмоции», а её пластинка походит на альбом «убитого горем хипстера».. Помимо раскрытия темы отношений, альбом содержит строки, касающиеся идей эротизма, наркотиков, мифов, пустых обещаний, того, что значит быть женщиной и того, что есть «американская душа».

### Композиции
Альбом открывает заглавный трек в жанрах, как барокко-поп и голубоглазый соул. Лиззи Плоуджик из издания The Verge описала песню, как имеющую «плавные струнные и прерывистые ударные», которые «паря́т по фону песни». Рецензент журнала Time назвал песню «характерно задумчивой» и «кинематографической», и предположил, что песня больше бы подошла к её альбому Born to Die, нежели к Ultraviolence, который она записала с Дэном Ауэрбахом. Песня лирически была описана, как балладная версия трека «Shake It Off» певицы Тейлор Свифт, рецензентом издания Consequence of Sound, сравнившим тексты песен Дель Рей и Свифт, рассказывающие, по мнению рецензента, как женщины «бьют критиков с большой напористостью, шагая вперёд с уже готовой бронёй, созданной для отвлечения средств поражения». Рецензент продолжал утверждать, что песня показывает, что Дель Рей устраивает её роль, которую она выбрала для олицетворения себя и своей музыки, которая связана с мелодраматическими или банальными темами. «Music to Watch Boys To» содержит «наркотическую мглу», по мнению Алекса Хадсона из журнала Exclaim. Хадсон заявил, что песня застроена на синтезаторных оркестрах, с флейто-подобными звуками и «ползучими» битами, которые служат «страстной декорацией для исполнителя, напевающего с придыханием о розовых фламинго и гадком, разрушительном романе». Композиция «Terrence Loves You», в которой Дель Рей поёт под аккомпанемент пианино, струнных инструментов и «стонущего» саксофона, описывается как «гипнотическая». Текст песни содержит интерполяцию песни британского певца и поэта Дэвида Боуи, «Space Oddity», из его одноименного второго студийного альбома. Песня начинается с одиночных гитарных аккордов, перед тем, как появляется пианино, после чего скрипки и вокал Дель Рей. Припев представляется в оперном стиле и рассказывает о силе в лице непринуждённости. На протяжении всего припева звучат короткие партии саксофона; Дель Рей исполняет строчку «Земля вызывает майора Тома, / Ты можешь слышать меня всю ночь?»
«God Knows I Tried» включает в себя гитарное сопровождение с сочетающимся с ним, слойным вокалом, текстами, рассказывающими о том, как Дель Рей была ранена «Мистером „Плохим парнем“», а также затрагивались темы домашнего насилия. «High by the Beach» — это трэп-поп песня с хип-хоп влиянием, в которой синтезатор является главным инструментом. Относительно оптимистичности и структурно-размеренности, песня является комбинацией всех музыкальных стилей Дель Рей, в особенности хип-хопа и трип-хопа, как во втором студийном альбоме исполнительницы, Born to Die. Это более быстротемповая поп-песня, чем её предыдущие треки, и основанная на спокойном, воздушном электронном продакшне и обморочной оркестровой аранжировке. Песня состоит из медленного и отчётливого трэп-бита, ярко выраженных, мечтательных синтезаторных звуков, перкуссии под влиянием хип-хопа и драм-машины Roland TR-808; в отличие от мрачной, жуткой органной инструментовкой, связанной с дополнительной медленной и лёгкой пульсации. Было отмечено, что в ударных акцент делался на хай-хэте. Следующий трек, «Freak», содержит постоянные басовые глухие удары, а в тексте, сравниваемом с работами The Weeknd, рассказывается о наркотических веществах. Эми Дэвидсон из издания Digital Spy отметила, что песня подобна «знойной» «High by the Beach»; Дэвидсон также назвала песню «медленной» и сравнила её с треком ритм-энд-блюз 90-х годов. Рецензент из The Guardian сказал, что песня содержит трип-хоп биты с текстами, в которой упоминается Калифорния. «Art Deco» — медленная джазовая баллада со слабыми битами и риффами саксофона, в тексте песни затрагиваются «пустота и американское уныние». Некоторые интернет-издания предполагали, что в песне поётся об американской исполнительнице и рэпере Азилии Бэнкс. В интервью журналу NME, Дель Рей опровергла данный факт, сказав, что песня о «группе подростков, которые гуляют каждую ночь».
Восьмой трек в альбоме — это интерлюдия «Burnt Norton (Interlude)», в которой Дель Рей читает отрывок из первой поэмы, вошедшей в цикл «Четыре квартета», написанной Томасом Элиотом. В поэме говорится о природе времени и идее судьбы, с лежащим в основе предположением, что наши нынешние впечатления и переживания вне нашего контроля. Следующая песня, ”Religion”, была воспринята, как одна из самых оптимистичных песен о любви у Дель Рей, однако композиция также была отмечена за то, что всё ещё «была окрашена любимым для певицы мотивом нуарного саморазрушения». Песня была описана оптимистичной за текст; После строки «Сейчас всё сияет» сразу следует смирение со всём: «Сейчас нет нужды во спасении». В песне «Salvatore» соединены скрипки, барабанный бой, а также стихи на итальянском языке, которые были описаны, как наводящие на ощущения «Италии 1940-х годов в лице Фрэнка Синатры». Текст композиции был описан, как продолжение песни Дель Рей, «Summertime Sadness»: «Лето знойно, но без тебя я мёрзла». «Salvatore» была охарактеризована журналисткой Ниной Коркоран из Consequence of Sound, как тустеп-песня. Коркоран отметила, что песня звучит, как «прямиком из бального зала курортного отеля», после описав её, как «джазовые ударные с отличным продакшном».
«The Blackest Day» — баллада, в основном касающаяся стадий горя и рассказывающая об ощущениях после расставания. В первом куплете исследуются тема отречения, очевидная в тексте песни, например в строчке: «Я не хочу расставаться, у нас всё в порядке». Вторая стадия горя, гнев, изображается тоном в бридже песни: «Ты должен был предвидеть, / А не позволять ей околдовывать тебя чарами непогоды». Во втором куплете, Дель Рей ставит условия своему бойфренду: «Отвези меня домой, у меня есть новая машина и пистолет, / В волосах ветер, держу тебя за руку, слушаю песню», после чего исполнительница приняла ситуацию в коде: «Я снова сама по себе». «24» — это кинематографическая песня, получившая сравнение с заглавными темами фильмов про Джеймса Бонда из-за музыкального стиля и текста композиции, также была отмечена, как спетая в перспективе девушкой Бонда. «Swan Song» — это плавная, элегантная театральная песня, содержащая напевы и низкие биты, с трагической лирикой, в которой Дель Рей неоднократно шепчет: «Я больше никогда не спою снова», а также содержит тезисы Дель Рей, угождающие побегу от обязанностей. Альбом закрывает кавер-версия на песню «Don't Let Me Be Misunderstood», в оригинале исполненная американской певицей Ниной Симон, демонстрирующая оперные чтения Дель Рей классической голливудской мелодрамы 60-х годов и содержит органные риффы.

## Релиз и промокампания
В мае 2015 года Дель Рей рассказала, что альбом будет выпущен в сентябре того же года. 14 августа было подтверждено, что релиз альбома назначен на 18 сентября. Через пару дней, 20 августа, Дель Рей представила список композиций. 21 августа в iTunes стал доступен предварительный заказ диска. Стандартная версия альбома содержит 14 композиций, в то время, как предыдущие альбомы Дель Рей помимо основных песен, также включали делюкс-версии с бонусными композициями.
Говоря об обложке и буклете альбома, Дель Рей рассказала, что изначально была проведена другая фотосессия: «Фотографии были безупречны, но чего-то им не хватало. Быть может, была необходимость в движении и развитии действа, или в поиске единственного кадра, который смотрелся в полной мере выразительным». Через неделю, 19 июля, исполнительница, её сестра Кэролайн «Чак» Грант и фотограф, с которым Дель Рей неоднократно работала в прошлом, Нил Крюг отправились в Бель-Эйр, Калифорния, где провели повторную фотосессию. В интервью газете The New York Times, сестра исполнительницы и фотограф обложки, Чак, сказала: «Мне приснился сон, что я снимала Лану в туристическом автобусе „StarLine“, а спустя неделю она позвонила мне и сказала, что она арендовала автобус „StarLine“. Это было здорово». На стандартной обложке изображена Дель Рей, смотрящая в даль из туристического автобуса компании «Starline Tours», в белом платье, красной шляпе и в солнцезащитных очках. Обложка была представлена 21 августа 2015 года наряду со списком композиций. Американская компания Urban Outfitters выпускала эксклюзивную виниловую версию альбома, на обложке которой изображена крупным планом Дель Рей.
Заглавный трек альбома был загружен на YouTube 14 июля 2015 года в качестве лирик-видео. Песня «High by the Beach» была выпущена в качестве первого сингла в поддержку альбома. Далее, песня «Terrence Loves You» была выпущена в качестве промосингла 21 августа. Отрывок композиции «Terrence Loves You» и интерлюдии «Burnt Norton» ранее были доступны по «горячей линии» Ланы, Honeymoon по телефону с обложки диска. Песня «Honeymoon» была выпущена в качестве промосингла в поддержку альбома 7 сентября 2015 года. Премьера композиции «Music to Watch Boys To» состоялась 9 сентября на радио Beats Radio 1, за два дня до официального релиза песни в качестве второго сингла. На следующий день Дель Рей представила проморолик к Honeymoon, который включил в себя отрывки таких песен с пластинки, как «Terrence Loves You», «Music to Watch Boys To», «Freak» и «High by the Beach».
Певица не продвигала альбом с помощью телешоу и интервью, а предпочла выпустить пару музыкальных видео и дать несколько печатных интервью. 12 сентября в некоторых магазинах Urban Outfitters было проведено предварительное прослушивание альбома, из-за чего многие треки были слиты в сеть в плохом качестве. 15 сентября в эфире радио BBC Radio 1, Дель Рей презентовала песню «Salvatore», также дав интервью журналисту Хью Стивенсу. После выхода альбома, Дель Рей, в качестве промокампании, организовала три встречи в конце сентября в некоторых магазинах Urban Outfitters. 9 февраля 2016 года исполнительница представила музыкальное видео на песню «Freak» в театре The Wiltern, Лос-Анджелес, Калифорния.

## Коммерческий успех
Honeymoon дебютировал со второй позиции в американском чарте Billboard 200 с общими продажами в 116 000 экземпляров, из которых 105 тысяч являются чистыми копиями, а остальные приходятся на стриминг. На следующей неделе альбом упал на 15 позицию в чарте. По состоянию на январь 2016 года, во всём мире было продано более 600 000 экземпляров альбома. В Австралии альбом дебютировал в чарте ARIA Charts с первой позиции, что сделало его третьим в дискографии Дель Рей альбомом, дебютировавшим и продержавшимся более одной недели на первом месте. Во Франции альбом имеет золотую сертификацию с общими продажами в 50 000 экземпляров; в Великобритании диск имеет золотую сертификацию, а продажи составляют более 100 000. В октябре 2015, альбом был удостоен золотой сертификации в Бразилии с общими продажами в 20 000 экземпляров. В начале марта 2016 года, в Польше, альбом был сертифицирован как золотой с общими продажами в более 10 000 копий. Из-за небольшой промокампании альбома, продажи в Европе, как и в Соединённых Штатах были очень малы. В Великобритании Honeymoon дебютировал со второй позиции с недельными продажами в 25 000 копий. Несмотря на очень положительные отзывы критиков о Honeymoon, по сравнению с предыдущим диском Дель Рей, Ultraviolence, в первую неделю было продано около 500 000 копий во всём мире, в то время, как продажи пластинки Ultraviolence за первую неделю после выхода составили около 900 000 копий альбома.
В поддержку альбомы были выпущены два сингла, таких как «High by the Beach» 10 августа 2015 года, и «Music to Watch Boys To» 11 сентября. По первоначальным данным, лид-сингл «High by the Beach» дебютировал с седьмой позиции в американском чарте Billboard Hot 100, но после подсчетов, журнал Billboard поместил композицию на 51-ю строку.
Альбом дебютировал с первой позиции в чартах четырёх стран, таких, как Австралия, Греция, Ирландия и Китайская Республика. В чартах журнала Billboard, альбом дебютировал с первой позиции также в Alternative Albums, Vinyl Albums и Tastemaker Albums, а также занял вторую позицию в Digital Albums, уступив лишь только микстейпу Дрейка и Фьючера, What a Time to Be Alive. Также, пластинка вошла в десятку чартов более двадцати стран, среди которых Соединённые Штаты, Великобритания, Германия, Испания и Италия.

## Реакция критиков
| Совокупная оценка     | Совокупная оценка |
| Источник              | Оценка            |
| --------------------- | ----------------- |
| Metacritic            | 78/100            |
| Оценки критиков       |                   |
| Источник              | Оценка            |
| Русскоязычные издания |                   |
| Apelzin               | [ 90 ]            |
| British Wave          | 6/10              |
| Rock Vector           | 7.6/10            |
| Иноязычные издания    |                   |
| AllMusic              | [ 93 ]            |
| The Daily Telegraph   | [ 23 ]            |
| Entertainment Weekly  | B+                |
| The Guardian          | [ 22 ]            |
| The Independent       | [ 24 ]            |
| Laut.de               | [ 95 ]            |
| NME                   | [ 96 ]            |
| Pitchfork             | 7.5/10            |
| Rolling Stone         | [ 25 ]            |
| Slant                 | [ 98 ]            |
| Spin                  | [ 99 ]            |
| The New York Times    | (положительная)   |
| Роберт Кристгау       | A-                |

Honeymoon был положительно оценен критиками. На агрегаторе Metacritic альбом имеет оценку 78 баллов на основе 31 рецензии. Энди Джилл из газеты The Independent оценил пластинку на четыре звезды из пяти, подчеркнув: «После разрозненности персонажей в Ultraviolence, предыдущем альбоме певицы, Honeymoon является возвращением Дель Рей к истокам дебютного Born to Die. Не только её вокал остался неизменным, но и „голос“ протагониста, в то время как переживания от эмоциональной травмы затухают, как если бы чувствовались через заглушающую пелену». Обозреватель издания The Guardian поставил четыре звезды из пяти, отметив: «В альбоме есть безвременье и интрига, которые обязаны задерживаться подольше, чем предыдущие работы певицы». В журнале PopMatters диск также похвалили: «Выпуск трёх записей за четыре года раскрыл в Дель Рей „художественного новатора“, она смело черпает вдохновение из стиля прошлого столетия, её видение является полностью оригинальным и отчасти непредсказуемым». Рецензент издания Rolling Stone разделяет подобные мысли в отношении «силы» альбома, подчеркнув: «Независимо от намерений певицы, они привели её к поистине самой захватывающей музыке в её карьере».
Журналист Нил Маккормик из газеты The Daily Telegraph оценил альбом на четыре звезды из пяти и подчеркнул, что Honeymoon — «атмосферная запись для стиляг с разбитым сердцем», отдельно похвалив мелодии и аранжировки пластинки. Патрик Райан из газеты USA Today полагал: «Альбом показал, что звучание Дель Рей вполне развилось и повзрослело в итоге самым очаровательным путём», при этом оценив пластинку на три из четырёх баллов. Обозреватель издания The Metropolist поставил альбому четыре звезды из пяти, предположив, что «Дель Рей нашла свой звуковой баланс», также похвалив за то, как продакшн «прекрасно гармонирует с буйными струнными, мутным началом пластинки и запоминающимися мелодиями, что все это собирается в одно для создания плавного и изысканного наследия Ланы». Рецензент Ричард Гудвин из Evening Standard выделил продакшн пластинки и звук, заметив, как он «нарастает в океане тоски вокала Дель Рей», оценив альбом на максимальную оценку.
Русскоязычные музыкальные издания также оценили пластинку Honeymoon. Антон Фелиц из интернет-издания Apelzin поставил максимальный балл, отметив, что композиция «Terrence Loves You» не совсем подходит для альбома, так как она, по словам критика, «нарочита сложной мелодией и замысловатой лирикой»; песню «Salvatore» обозреватель назвал «самой очаровательной в альбоме», добавив: «Композиция все так же самобытна, а её главной изюминкой является испанский акцент в припеве»; трек «The Blackest Day», Фелиц сравнил с «West Coast» с предыдущей работы исполнительницы, Ultraviolence, звучание которой он описал, как «сырое и невнятное». Рецензент сайта British Wave, Сергей Анисимов, предположил, что Honeymoon — «самый печальный медовый месяц на свете, не лишённый, однако, своего шарма». В общем и целом критик оценил пластинку на шесть звёзд из десяти. Яна Дмитриева из журнала Rock Vector присудила записи семь с половиной баллов из десяти, подчеркнув: «Испуская дух на каждой песне, Дель Рей окутывает нас опьяняющим дурманом своих неспешных композиций. При этом ни она, ни продюсеры не сильно думали на тему того, что семплы переходят из одной песни в другую стройными рядами, а музыкальные ходы известны наперед».
| Billboard             | США            | «25 Лучших альбомов 2015 года»                         | 21           | [ 3 ]   |
| NME                   | Великобритания | «Лучшие альбомы 2015 года по версии NME»               | 7            | [ 4 ]   |
| Rolling Stone         | США            | «50 Лучших альбомов 2015 года»                         | 12           | [ 105 ] |
| Rolling Stone         | США            | «20 Лучших поп-альбомов 2015 года»                     | 2            | [ 7 ]   |
| Rolling Stone         | США            | «Топ-20 альбомов 2015 года по версии Роба Шеффилда»    | 14           | [ 106 ] |
| Spin                  | США            | «50 Лучших альбомов 2015 года»                         | 18           | [ 107 ] |
| The Daily Telegraph   | Великобритания | «Лучшие поп-рок альбомы 2015 года»                     | Без рейтинга | [ 5 ]   |
| San Jose Mercury News | США            | «Топ-10 альбомов 2015 года»                            | 4            | [ 108 ] |
| The Inquisitr         | США            | «3 Лучших альбома 2015 года»                           | Без рейтинга | [ 109 ] |
| The New York Times    | США            | «Топ-10 альбомов 2015 года по версии Джона Караманика» | 9            | [ 6 ]   |
| Newsweek              | США            | «Топ-20 альбомов 2015 года»                            | 12           | [ 110 ] |
| Metacritic            | —              | «Самые обсуждаемые альбомы 2015 года»                  | 4            | [ 111 ] |
| Metacritic            | —              | «Самые разделённые альбомы 2015 года»                  | 11           | [ 112 ] |

## Список композиций
Все треки в альбоме спродюсированы Дель Рей, Риком Ноуэлсом и Киероном Мэнзисом.
| №                   | Название                        | Автор(ы)                                      | Длительность |
| ------------------- | ------------------------------- | --------------------------------------------- | ------------ |
| 1.                  | «Honeymoon»                     | Лана Дель Рей, Рик Ноуэлс                     | 5:50         |
| 2.                  | «Music to Watch Boys To»        | Дель Рей, Ноуэлс                              | 4:50         |
| 3.                  | «Terrence Loves You»            | Дель Рей, Ноуэлс                              | 4:50         |
| 4.                  | «God Knows I Tried»             | Дель Рей, Ноуэлс                              | 4:40         |
| 5.                  | «High by the Beach»             | Дель Рей, Ноуэлс, Мэнзис                      | 4:17         |
| 6.                  | «Freak»                         | Дель Рей, Ноуэлс                              | 4:55         |
| 7.                  | «Art Deco»                      | Дель Рей, Ноуэлс                              | 4:55         |
| 8.                  | «Burnt Norton (Interlude)»      | Томас Элиот                                   | 1:21         |
| 9.                  | «Religion»                      | Дель Рей, Ноуэлс                              | 5:23         |
| 10.                 | «Salvatore»                     | Дель Рей, Ноуэлс                              | 4:41         |
| 11.                 | «The Blackest Day»              | Дель Рей, Ноуэлс                              | 6:05         |
| 12.                 | «24»                            | Дель Рей, Ноуэлс                              | 4:55         |
| 13.                 | «Swan Song»                     | Дель Рей, Ноуэлс                              | 5:23         |
| 14.                 | «Don't Let Me Be Misunderstood» | Бенни Бенджамин, Глория Кэлдвелл, Соул Маркус | 3:01         |
| Общая длительность: | Общая длительность:             | Общая длительность:                           | 65:06        |

## Участники записи
Данные взяты из буклета альбома Honeymoon.
| - Лана Дель Рей — вокал (все треки), меллотрон (трек 6), автор (все треки, кроме 8 и 14) - Рик Ноуэлс — акустическая гитара (треки 1, 10); электрогитара (треки 2, 4, 6, 9, 10, 14); бас (треки 1, 6, 7, 9, 10, 12, 13, 14); синтезатор (треки 1, 2, 3, 4, 5, 6, 7, 9, 10, 11, 12, 13); меллотрон (треки 1, 4, 7, 9, 12, 14); пианино (треки 1, 2, 3, 10, 12); орган (треки 1, 4, 5, 11, 13, 14); чемберлин (треки 10, 13); электрическое фортепиано (треки 4, 12); клавишные (трек 5); перкуссия (трек 10); челеста (трек 14) - Киерон Мэнзис — синтезатор (треки 5, 7, 11); драм-машина (треки 1, 2, 4, 5, 6, 7, 9, 11, 13); бас-синтезатор (треки 4, 5, 6, 11); перкуссия (треки 2, 6, 7, 10); семплер (треки 2, 4, 5, 11); эффекты (треки 1, 3, 5); луп (треки 9, 13); проработка, автор (трек 5) - Патрик Уоррен — оркестровка, клавишные, программирование - Курт Бискюра — живые барабаны | - Бенни Бенджамин — автор (трек 14) - Глория Кэлдвелл — автор (трек 14) - Сол Маркус — автор (трек 14) - Брайан Гриффин — барабаны - Николас Эллидж — проработка (трек 12) - Леон Майклс — духовые, клавишные - Дерек Аллен — перкуссия - Расти Андерсон — электрогитара, эффекты гитары - Дэвид Левита — струнные - Рон Талер — дополнительные барабаны - Роджер Джозеф Мэннинг-младший — бас, омникорд - Крис Гарсия — проработка - Тревор Ясуда — дополнительное программирование, проработка | - Фил Джоли — ассистент звукорежиссёра; проработка (трек 13) - Ирис София — ассистент звукорежиссёра - Эмерсон Дэй Родоус — ассистент звукорежиссёра - Джош Тиррил — ассистент звукорежиссёра - Кэролайн «Чак» Грант — фотограф, арт-директор - Нил Крюг — фотограф - Дизайн создан Мэтом Мэйтландом и Маркусом Карлссоном из Big Activ - Мастеринг произведен Адамом Аяном на студии Gateway Mastering, Портленд, штат Мэн, США - Альбом записан и сведен на студии The Green Building, Санта-Моника, штат Калифорния, США - Треки «Salvatore» и «Swan Song» записаны на студии Electric Lady Studios, Нью-Йорк, США |

## Чарты и сертификации
| Чарт (2015)              | Высшая позиция |
| ------------------------ | -------------- |
| Австралия                | 1              |
| Австрия                  | 4              |
| Бельгия (Фландрия)       | 2              |
| Бельгия (Валлония)       | 2              |
| Бразилия                 | 3              |
| Великобритания           | 2              |
| Венгрия                  | 14             |
| Германия                 | 4              |
| Греция                   | 1              |
| Голландия                | 5              |
| Дания                    | 7              |
| Ирландия                 | 1              |
| Испания                  | 4              |
| Италия                   | 2              |
| Канада                   | 3              |
| Китайская Республика     | 1              |
| Корея                    | 45             |
| Новая Зеландия           | 2              |
| Норвегия                 | 6              |
| Польша                   | 3              |
| Португалия               | 2              |
| США                      | 2              |
| США (Alternative Albums) | 1              |
| США (Digital Albums)     | 2              |
| США (Vinyl Albums)       | 1              |
| США (Tastemaker Albums)  | 1              |
| Финляндия                | 12             |
| Франция                  | 3              |
| Хорватия                 | 11             |
| Чехия                    | 6              |
| Швейцария                | 3              |
| Швеция                   | 3              |
| Шотландия                | 2              |
| Япония                   | 100            |

| Чарт (2015)        | Высшая позиция |
| ------------------ | -------------- |
| Австралия          | 74             |
| Бельгия (Фландрия) | 75             |
| Бельгия (Валлония) | 72             |
| Великобритания     | 100            |
| Мексика            | 57             |
| США                | 165            |
| Швейцария          | 77             |

| Страна (провайдер) | Сертификации | Продажи    |
| ------------------ | ------------ | ---------- |
| Бразилия           | Золотой      | 20 000+    |
| Франция            | Золотой      | 50 000+    |
| Польша             | Золотой      | 10 000+    |
| Великобритания     | Золотой      | 105 400+   |
| Земля (общее)      | —            | 1 500 000+ |

## Издания альбома
Данные взяты с сайта Discogs.
| Страна         | Дата             | Лейбл                          | Формат                                                                      | Каталог          |
| -------------- | ---------------- | ------------------------------ | --------------------------------------------------------------------------- | ---------------- |
| США            | 18 сентября 2015 | Polydor, Interscope            | CD                                                                          | B0023750-02      |
| США            | 18 сентября 2015 | Polydor, Interscope            | 2xLP, LP                                                                    | B0023802-01      |
| Великобритания | 18 сентября 2015 | Polydor, Interscope            | 2xLP, LP                                                                    | 4750764          |
| Великобритания | 18 сентября 2015 | Polydor, Interscope            | CD                                                                          | B0147IF63Q       |
| Канада         | 18 сентября 2015 | Polydor, Interscope            | CD                                                                          | B002375002       |
| Бразилия       | 18 сентября 2015 | Interscope, Polydor, Universal | CD                                                                          | 060254748830     |
| Гонконг        | 18 сентября 2015 | Interscope, Polydor            | CD                                                                          | 4748830          |
| Южная Африка   | 17 сентября 2015 | Polydor                        | CD                                                                          | 060254748830 172 |
| Новая Зеландия | 17 сентября 2015 | Interscope                     | CD                                                                          | 4748330          |
| Япония         | 25 сентября 2015 | Interscope, Polydor            | CD                                                                          | UICS-1300        |
| Польша         | 2 октября 2015   | Interscope, Polydor            | CD                                                                          | 4756720 (86)     |
| Аргентина      | 18 сентября 2015 | Interscope, Polydor, Universal | CD                                                                          | 4748830          |
| Россия         | 18 сентября 2015 | Interscope, Universal          | CD                                                                          | 4605026716124    |
| Россия         | 18 сентября 2015 | Vertigo, Universal             | CD (Enhanced, Compilation, Делюкс, Лимитированное, Диджипак, Неофициальное) | 35670            |
| США Канада     | 25 сентября 2015 | Interscope                     | 2xLP, LP (Лимитированное, Красно-прозначный винил)                          | B0023801-01      |
| США            | 2015             | Interscope, Polydor            | Компакт-кассета                                                             | B00223750-04     |
| США            | 11 декабря 2015  | Interscope, Polydor            | Бокс-сет (Лимитированное, Цензура)                                          | B016028XWI       |